# 梨元勝
梨元 勝（なしもと まさる、1944年〈昭和19年〉12月1日 - 2010年〈平成22年〉8月21日）は、日本の芸能リポーター、タレント。
株式会社オフィス梨元（東京都渋谷区代々木上原）代表取締役社長、函館大学商学部客員教授などを歴任した。

## 人物
東京都中野区生まれ。5歳から埼玉県与野市（現：さいたま市中央区）に育つ。埼玉県立浦和西高等学校、法政大学社会学部社会学科卒業。ゼミは芝田進午。出版社・講談社の契約社員として女性誌『ヤングレディ』の記者を務めた後、立花隆の助言により芸能リポーターに転身した。大学時代は、大学院進学を考えていた。そのことを大学の先輩と飲酒した際に話すと、「お前は大学入学のお金だけじゃなくて、この上おじいちゃん（当時梨元は祖父と2人暮らしをしていた）のスネをかじり、面倒かけようと言うのか!」と彼に言われ、「そんなことを言うのなら、就職の一つでも紹介するのが先輩というものでしょう!」と切り返したところ、1週間後に彼が『ヤングレディ』記者の仕事を持ってきたというのが就職の経緯である。このような縁で始めた仕事だったが、梨元は芸能リポーターは天職だと話す（先輩にも感謝していると話した）。
1998年に林葉直子が中原誠との不倫を週刊文春に告白した際、バッシングを受ける中原を気の毒に思った林葉は梨元と米国で記者会見をすることになった、激怒する文春の編集長(1998年当時の編集長は平尾隆弘)に対し、「文春と一緒にやろうよ、もともと手柄は文春なんだから」と提案をしたが編集長は拒否した。その後、長年に渡り精力的な活動を見せたが、2010年8月21日午前5時19分、肺癌のため東京都渋谷区の東海大学医学部付属東京病院で死去、65歳没。没後の葬儀・告別式は近親者のみの密葬でおこなわれ、長女の麻里奈は「父の遺志とは反するかも」としながらも「なかなか家族で一緒に過ごすことができなかったため、最後くらいは親族だけで送りたいという私たち家族のわがままです」とその理由を説明した。

### 芸能リポーター
- テレビ朝日でリポーター業をスタート。一時TBSや日本テレビに移ったが、再びテレビ朝日に戻り、同局のワイドショーには欠くことのできない存在となった。2005年（平成17年）にはTBSの芸能レポーターとして活動。1990年代以降は、契約するテレビ局にかかわらず、芸能評論家として民放テレビ・ラジオ各局に幅広く出演した。代表的な芸能リポーターとのイメージから、稀に芸能リポーターの役で俳優として出演することもあった。
- 先述の通り、成り行きで記者となったが、最初はスクープを物にする方法が分からず、他の記者に抜かれてばかりだった。この状態に佐藤蛾次郎より「なんにもナシモト」とのあだ名を付けられた[4]。
- テレビ局の多くが梨元の番組での発言に期待していたものの、梨元はテレビ局として扱いたくない内容についても番組内で発言してしまうことがあった。テレビ局側は梨元に扱ってはいけない内容について相談することがあったが、内容と相談によっては梨元から番組出演を断ることがあったという。また、降板した静岡朝日テレビ『とびっきり!しずおか』には、当初は翌週2006年（平成18年）6月16日の放送も出演する予定[9]だった。しかし放送前日の6月15日、同局の担当者から「ジャニーズ事務所に関する話題を取り上げるな」と求められたことに激怒して即時降板を決意。16日からの出演を自ら打ち切った。梨元はこれについて、「視聴者が最も興味あることを局の自主規制で止めようとすることに納得できないので降板を決意した」と述べていた（「ブログで恐縮です!―降板について」）。これ以前にも『やじうまワイド』、『スーパーモーニング』に出演していた当時SMAPの稲垣吾郎が逮捕されるという事件が起きた際、ジャニーズ事務所との関係を考慮して事件の報道を控えたい番組上層部と特別扱いをすべきでないと主張した梨元が対立し、番組への出演を一時ボイコットしている[10]。
- 2007年（平成19年）新春に出演した朝日ニュースター『TVウワサの真相』では、自主規制により芸能報道についても発表モノばかり取り扱い、数社の芸能事務所をタブー視する地上波各局を激しく批判した。
- 芸能人でない人物も取材対象としており、イギリスのダイアナ妃や、元ソ連大統領ミハイル・ゴルバチョフらへも直撃している[11]。

### 人物像
- 小学校の後輩に萩原健一がおり、梨元の死後のお別れの会で萩原が弔辞を読んだ[12]。
- 前述の通り肺癌で亡くなったが、生涯煙草は吸わなかった。
- マイクを向ける際の「恐縮です!」が決め台詞で、自身のブログのタイトルにも使用していた。元日刊スポーツ記者の小林秀夫によると、梨元がリポーターに転身して2年たったころに、小林が梨元と行った焼肉店で飲み物サービスを受けた際「恐縮でーす」と礼を述べたところ、取材を切り出す台詞に悩んでいた梨元が「小林さん、それいいねー」と応じたことが使い始めたきっかけであるという[13]。
- 2005年（平成17年）3月末で長年出演していたテレビ朝日『スーパーモーニング』を降板した。その後2006年（平成18年）12月9日に同局で放送された『サタデースクランブル』での石原真理子の暴露本出版を巡る是非についての議論で、『スーパーモーニング』の芸能コーナーで共演していた宇都木員夫と共に生出演をしていた。梨元は石原の暴露本について、大手事務所とのしがらみがありながらも「唯一価値のある本である」と評価していた。
- 芸能人が覚醒剤・麻薬絡みの不祥事で逮捕されると「芸能界は甘すぎる! 一度やったら永久追放にしないと駄目だ!」と語気を強めた。芸能人のスキャンダルに対しては厳しい姿勢を見せたが、ゴージャス松野は「一番自分の言い分を聞いてくれたのは梨元だ」と著書に記している。
- 船を所有するほど海が好きだったため、2011年8月7日に妻・玲子と長女・麻里奈が東京湾の船上から海に散骨した。

### 同業者との関係
- 同業者であるフジテレビ芸能デスク・前田忠明の取材手法や番組でのコメント内容について、パクリ・偉ぶり・知ったかぶりであると強く批判していた。特に梨元が定期出演した文化放送『吉田照美のやる気MANMAN!』では、芸能情報を伝える前に必ず前田をこき下ろすようなコントを行っていたほか、テレビバラエティ番組出演時に必ず前田批判を行うことが定番化していた。前田からはこれらに対して反論は一切なされなかった。
しかし実際には非常に仲が良く、「不仲」は営業上の演出であったことが、梨元の死後に前田によって明らかにされた。それによると「20年位前に『仲が悪いようにしていた方が面白いんじゃない』と彼（梨元）が言い出してね。実際には一緒に酒を飲んだ時に心臓の薬を見せ合ったりして、仲は良かったんだよ」と真相を語り、さらに「同時代を戦ってきた戦友だ。まだ彼の死を認められないところがある…」と梨元の死について悔しさを滲ませた[14]。
- 宇都木員夫とは「恐縮丸」という名のクルーザーを共同所有していた。

### リポーター以外のテレビ出演
- 日本テレビ『卍くりぃむVS芸能人卍卍爆笑どっきり作戦卍』にて、実の娘に「ロバートの馬場裕之と結婚する」というドッキリを仕掛けられたことがあった。
- テレビ朝日『ウッチャンナンチャンの炎のチャレンジャー』で有名人当て100人のクイズに挑戦したが、途中で不正解になり脱落した。「長年芸能リポーターやっているんですけど」と言い残していた。

### 客員教授として
2000年10月より、函館大学の客員教授に就任。芸能社会学の講座を担当した。就任には同大学の専任教授が難色を示したために、招聘した当時の学長の河村博旨が時間をかけて関係者を説得する必要があり、実現には5年間を要した。河村によると詳細な講義ノートを作成して授業に臨んでおり、高く評価された。

## 出演

### テレビ
報道・情報ワイドショー番組
| 期間               | 期間               | 番組名                                              | 役職                                   | 備考                                                                              |
| ------------------ | ------------------ | --------------------------------------------------- | -------------------------------------- | --------------------------------------------------------------------------------- |
| 1976年4月          | 1985年10月         | アフタヌーンショー（NETテレビ→テレビ朝日）          | 芸能リポーター                         | 同番組がテレビデビュー番組                                                        |
| 1976年4月          | 1982年9月          | モーニングジャンボ奥さま8時半です（TBS）            | 芸能リポーター                         | 同番組のみ途中降板される、理由はTBSの重役から突撃取材を批判されたため             |
| 1976年4月          | 1982年3月31日      | 小川宏ショー（フジテレビ）                          | 芸能リポーター                         |                                                                                   |
| 1977年4月          | 1993年3月          | モーニングショー（テレビ朝日）                      | 芸能リポーター                         | NETテレビ時代には出演していなかった                                               |
| 1980年4月          | 1980年9月          | 家族対抗!!芸能クイズ（テレビ朝日）                  | レギュラー出演                         |                                                                                   |
| 1982年10月4日      | 1987年10月2日      | 酒井広うわさのスタジオ（日本テレビ）                | 芸能デスク兼レポーター                 |                                                                                   |
| 1986年4月1998年4月 | 1992年3月2002年6月 | ヤジウマ新聞→やじうまワイド（テレビ朝日）           | 芸能コメンテーター                     | 週1日→2日にてレギュラー出演、出演曜日の詳細は同番組のコメンテーターのページを参照 |
| 1993年4月          | 2009年4月頃        | スーパーモーニング（テレビ朝日）                    | 金曜日芸能コメンテーター               |                                                                                   |
| 1994年4月4日       | 1994年9月30日      | どんまい!!スポーツ&ワイド（日本テレビ）             | 『どんまい!!ワイド』芸能コメンテーター | 月曜・水曜・金曜にて放送したが、10月改編に伴い半年で終了                          |
| 1995年10月2日      | 2010年5月頃        | めんたいワイド（福岡放送）                          | 芸能コーナー担当                       |                                                                                   |
| 1995年10月         | 1997年9月          | サタデージャングル（テレビ朝日）                    | 『土曜ワイドショー劇場』ナレーター     |                                                                                   |
| 1999年4月          | 2003年3月          | 情報ワイド 夕方Don!Don!（北海道テレビ）             | 準レギュラー出演                       |                                                                                   |
| 1999年4月4日       | 2008年3月30日      | ウラネタ芸能ワイド 週刊えみぃSHOW（よみうりテレビ） | 芸能リポーター                         | セミレギュラーコメンテーターの肩書きにて出演                                      |
| 2000年6月16日      | 2006年6月9日       | とびっきり!しずおか（静岡朝日テレビ）               | 金曜日レギュラー出演                   |                                                                                   |
| 2001年10月         | 2010年5月頃        | サンデージャポン（TBS）                             | 準レギュラー出演                       |                                                                                   |
| 2003年4月5日       | 2005年3月26日      | ぶっちゃけ!生タマゴン（関西テレビ）                 | 準レギュラー出演                       |                                                                                   |
| 2004年10月         | 2005年3月          | （特）情報とってもインサイト（TBS）                 | 金曜日レギュラー出演                   | 娘・麻里奈と共演                                                                  |
| 2005年1月          | 2010年5月頃        | どですか!（メ～テレ）                               | 木曜日コーナー担当                     |                                                                                   |
| 2005年4月          | 2006年9月          | きょう発プラス!（TBS）                              | 芸能リポーター兼通販コーナー担当       | 前番組から引き続き、娘・麻里奈と共演                                              |

バラエティ・特別番組・その他
- 壮絶バトル!花の芸能界 （日本テレビ）
- 全日本大食い選手権（テレビ東京）
  - ※松本明子と司会。最初で最後の司会業だった。
- タカアンドトシのどぉーだ! 準レギュラー（北海道文化放送）
- 恐縮です! 梨元勝です 司会・進行(BSイレブン)

### テレビドラマ
- 意地悪ばあさん 第43話（1982年、フジテレビ）
- 刑事物語'85 第2話（1985年、日本テレビ）

### ラジオ
- 梨元勝のマル秘リクエスト（TBSラジオ）
- 荒川強啓 デイ・キャッチ!月1回 「トヨタ うわさの調査隊」（TBSラジオ）
- 吉田照美のやる気MANMAN!月1回 「梨元勝の芸能スクランブル」（文化放送）
- 梨元勝のオール電話リクエスト（ニッポン放送）
- ラジオハガキ大賞（1981年10月 - 1982年3月、ニッポン放送）
- 峰竜太・梨元勝の突撃!追跡!ウワ!サタデー（1993年4月 - 1994年3月、ニッポン放送）
- 源石和輝の土曜スタイル! 「梨元勝の芸能スタイル!」（東海ラジオ）※
  - 土曜はごきげん天野良春ショーから出演中。なお、12月16日の生放送時には、番組エンディングまで出演した。
- 中村もときの通勤ラジオ火曜 「日産ラジオナビ」（KBCラジオ）※
- ときめきワイド 午後もトコトン火曜 「梨元勝の午後の芸能ウラ話」（STVラジオ）※
  - おそらくこの番組だけかもしれないが、「ナッシーさん」という愛称で呼ばれていた。
- ラジオマガジンEARLY BIRD 「梨元勝の芸能界ここだけの噂」（TBCラジオ）※

※は電話出演

### ネットラジオ
- NHK（梨元放送協会の略）月に1～2度の頻度で更新（情報サイト[nikaidou.com]内）

### 映画
- おんな6丁目 蜜の味
- Wの悲劇
- コミック雑誌なんかいらない!
- ノンクレジット

### Vシネマ
- 実録・不退の松葉
- 艶子の湯

### CM
- 大日本除虫菊「コックローチS」（1983年） - 山響親方（黒姫山秀男）、大島渚と共演
- 龍角散「エチケット」（1984年）
- サンギ「アパガードM」（1996年） - ハワイ編に芸能レポーターとして出演
- スクウェア「Play Online(PS2)」（2001年） - 批評家編
- 三洋物産「CRスーパー海物語 IN 沖縄」（2007年）
- ルアン「スーパーミリオンヘアー」（2005年頃 - 2010年）

## 著書
- ゴシップとっておきの話（主婦と生活社）
- スミマセンあなただってやせられます（徳間書店）
- 『梨元にいいつけるぞ : 芸能界名物レポーターの突撃エッセイ』講談社、1980年5月20日。
- 梨元勝リポーター入門（サンリオ出版）
- 素行調査 気になる人のウソを見破れ!（かんき出版）
- あなたも行動派人間になれる!（日本実業出版社）
- 梨元勝のスキャンダル生中継（毎日新聞社）
- スタープレイスポット突撃ガイド（実業之日本社）
- 芸能リポーターの逆襲お尻ペンペンだぁ～（日本文化出版）
- ここまで書いたら怒られる（ワニの本・KKベストセラーズ）
- 『芸能界とってもいい話』現代出版、1986年7月25日。
- スチュワーデスの観察日記（評伝社）
- 梨元勝の特選スキャンダル（マガジンハウス）
- 梨元勝の「恐縮です」で25年（テレビ朝日）
- 梨元勝のつくり方（三芯堂出版）
- 2001年XX｛ダブルエックス｝ファイル（ジャパンミックス出版）
- パンドラ（リヨン社・松田聖子の話）
- ほんとうの愛 みせかけの愛 ～幸福｛しあわせ｝な結婚のための9つの知恵～（大和出版）
- 腰の低い人、頭の高い人 ～人づきあいのコツ、教えます～（サンマーク出版）
- 噂を学ぶ ～学問としてのスキャンダル～（角川書店）
- 絶筆　梨元です、恐縮です。ぼくの突撃レポーター人生録（展望社）

## 音楽作品
- 男と女のインタビュー（「田代美代子・梨元勝&リポーターズ」名義、1991年11月21日）
- 思えば遠くへ来たもんだ（海援隊のカバー曲、2005年7月11日）
- 理由ある二人（「田代美代子&梨元勝」名義、2006年8月2日）
- しあわせ特急（「梨元勝&東海林のり子」名義、2007年9月19日）